# Antony Joly (homme politique, 1884-1959)
Pour les articles homonymes, voir Antony Joly et Joly.
Antony Joly, né le 15 novembre 1884 à Ay (Marne) et mort le 10 janvier 1959 à Aurillac (Cantal), est un homme politique français.

## Biographie
Né dans la Marne, fils d'un négociant en champagne, il entre assez vite dans la vie active, d'abord comme commerçant en textile, puis chef d'entreprise, les « Vêtements Joly ».
Sa carrière politique débute en 1935 : il figure sur la liste de Louis Dauzier, maire sortant d'Aurillac, pour les municipales. Il est alors élu conseiller municipal et maire-adjoint.
En 1941, il est nommé maire d'Aurillac, fonction qu'il conserve jusqu'en 1944.
Bien qu'ayant accepté de diriger la ville sous le régime de Vichy, il ne peut lui être reproché d'activité de collaboration et il reprend une vie politique après la Libération.
Réélu au conseil municipal en 1947, il redevient maire adjoint dans la municipalité d'Henri Tricot, l'année suivante, puis premier adjoint en 1953.
En mars 1949, il est élu dans le canton d'Aurillac-Sud et devient vice-président du Conseil général du Cantal.
Après la mort d'Alphonse Dommergue, il se présente à l'élection législative partielle organisée en août et septembre 1954. Il est élu au second tour, avec 36,32 % des voix, à l'occasion d'une quadrangulaire qui le voit affronter, avec l'investiture du CNI, un socialiste, un gaulliste et un communiste.
Son passage à l'assemblée nationale est relativement court puisqu'il ne se représente pas aux législatives de 1956.

## Détail des fonctions et des mandats

### Mandat parlementaire
- 12 septembre 1954 - 1er décembre 1955 : Député du Cantal